# Alpinia polyantha
Alpinia polyantha är en enhjärtbladig växtart som beskrevs av Ding Fang. Alpinia polyantha ingår i släktet Alpinia och familjen Zingiberaceae. Inga underarter finns listade i Catalogue of Life.